# Magatzem Font Batallé
L'antic Magatzem Font Batallé és un edifici industrial del centre de Terrassa (Vallès Occidental) inclòs a l'Inventari del Patrimoni Arquitectònic de Catalunya.

## Descripció
Es tracta d'un edifici de planta triangular situat a la confluència de la placeta de Saragossa amb el carrer de Sant Llorenç. Està format per planta baixa i un pis.

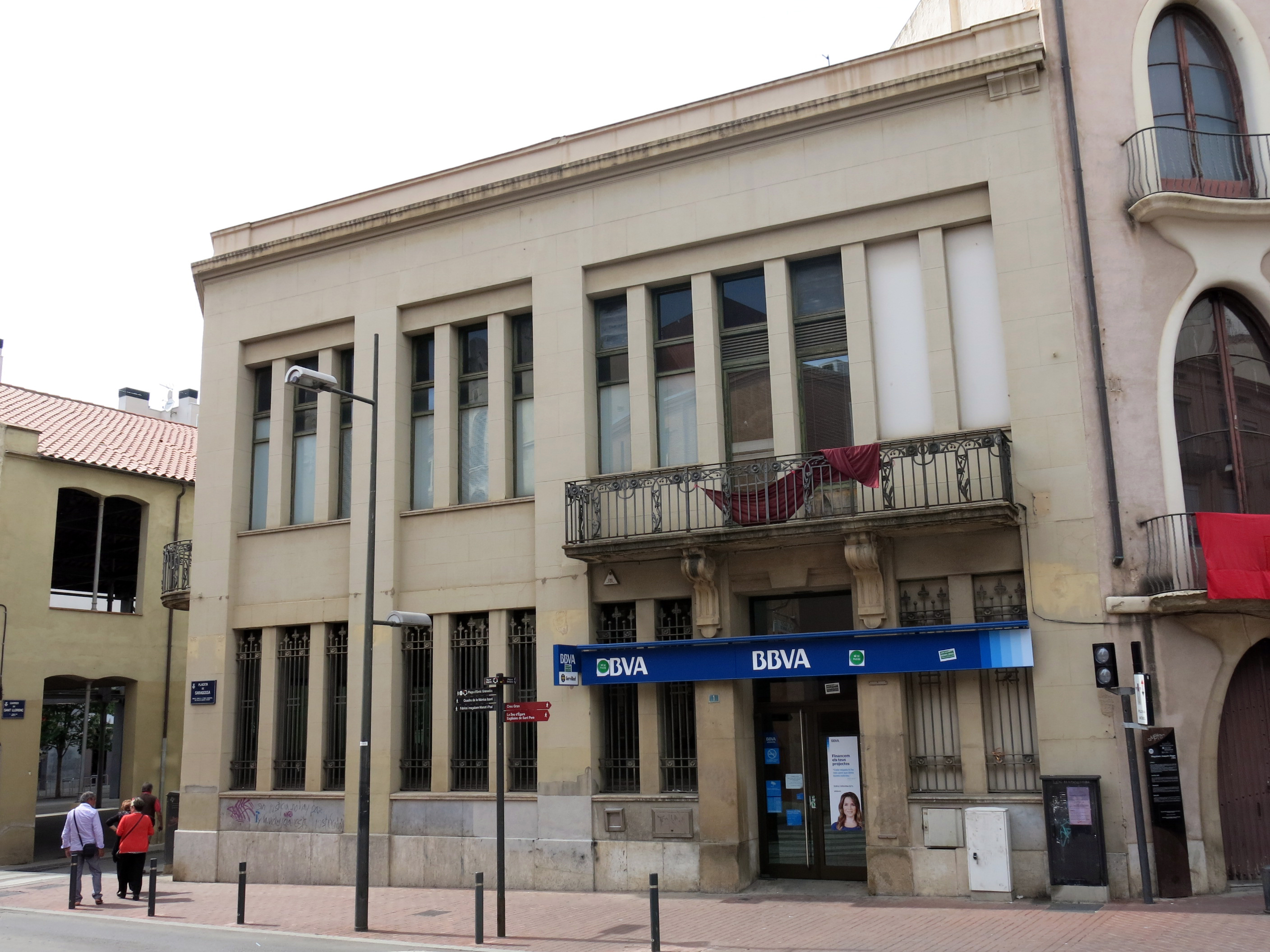
Façana de la placeta de Saragossa; a la dreta s'entreveu l'edifici veí de l'Arxiu Tobella, així mateix un antic magatzem industrial

Les finestres, rectangulars, ocupen pràcticament la totalitat del mur i es distribueixen compositivament en grups separats per bandes verticals. Hi ha dos balcons al primer pis, l'un al damunt de la porta d'accés principal, que dona a la plaça, i l'altre a la cantonada, amb el voladís arrodonit.

## Història
El magatzem és una construcció de l'any 1910 segons el projecte de Melcior Vinyals. Pertanyia al propietari tèxtil Pere Font i Batallé, la fàbrica del qual encara es conserva al carrer del Doctor Cabanes, remodelada com a edifici d'habitatges.
L'antic magatzem actualment allotja unes oficines del BBVA, anteriorment de la Caixa de Terrassa.